# Sivas (Provinz)
Sivas  ist eine Provinz in der Türkei und liegt etwa im Scheitelpunkt zwischen Schwarzmeerregion, Ostanatolien und Zentralanatolien, zum größten Teil liegt sie aber in Zentralanatolien und wird daher auch dieser Region zugerechnet. Die Provinzhauptstadt heißt ebenfalls Sivas.

## Geografie

### Anteil an der Region
Statistisch gesehen gehört die Provinz Sivas zusammen mit sieben anderen Provinzen zur Region Zentralanatolien (TR7, Orta Anadolu). Hier ist sie die flächenmäßig größte Provinz (31,09 % der Regionsfläche). Bevölkerungsmäßig liegt Sivas hinter der Provinz Kayseri auf Platz 2 (15,55 %). Im Ranking der Bevölkerungsdichte bildet sie das Schlusslicht (der Provinzwert beträgt hier 45,1 Einw. je km² Fläche).

### Nachbarprovinzen
| Tokat (75 km)    | Ordu (150 km)          | Giresun (170 km)  |
| Yozgat (190 km)  | Kompass                | Erzincan (120 km) |
| Kayseri (175 km) | Kahramanmaraş (240 km) | Malatya (190 km)  |

* Entfernungen sind gerundete Luftlinienkilometer bis zum Zentrum der Nachbarprovinz.

## Verwaltungsgliederung
Die Provinz gliedert sich in 17 Kreise:
| Kreis- code 1    | Landkreis (İlçe) | Fläche 2 (km²) | Bevölkerung (2020) 3 | Bevölkerung (2020) 3       | Anzahl der Einheiten   | Anzahl der Einheiten  | Anzahl der Einheiten | Bevölke- rungs- dichte (Ew./km²) | städt. Anteil (in %) | Sex Ratio 4 | Grün- dungs- datum 5, 6 |
| Kreis- code 1    | Landkreis (İlçe) | Fläche 2 (km²) | Landkreis (İlçe)     | Verwal- tungssitz (Merkez) | Gemein- den (Belediye) | Stadt- viertel (Mah.) | Dörfer (Köy)         | Bevölke- rungs- dichte (Ew./km²) | städt. Anteil (in %) | Sex Ratio 4 | Grün- dungs- datum 5, 6 |
| ---------------- | ---------------- | -------------- | -------------------- | -------------------------- | ---------------------- | --------------------- | -------------------- | -------------------------------- | -------------------- | ----------- | ----------------------- |
| 1870             | Akıncılar        | 432            | 5.067                | 2.598                      | 1                      | 8                     | 29                   | 11,7                             | 51,27                | 917         | 1990                    |
| 1875             | Altınyayla       | 654            | 8.989                | 4.513                      | 2                      | 12                    | 10                   | 13,7                             | 71,80                | 974         | 1990                    |
| 1282             | Divriği          | 2.632          | 16.195               | 10.623                     | 1                      | 28                    | 105                  | 6,2                              | 65,59                | 946         |                         |
| 1913             | Doğanşar         | 370            | 2.780                | 1.289                      | 1                      | 6                     | 26                   | 7,5                              | 46,37                | 1005        | 1990                    |
| 1342             | Gemerek          | 1.131          | 22.342               | 10.587                     | 3                      | 19                    | 34                   | 19,8                             | 67,55                | 995         | 1953                    |
| 1927             | Gölova           | 286            | 3.478                | 1.226                      | 1                      | 4                     | 29                   | 12,2                             | 35,25                | 954         | 1990                    |
| 1373             | Gürün            | 2.632          | 18.700               | 11.134                     | 1                      | 19                    | 60                   | 7,1                              | 59,54                | 983         |                         |
| 1376             | Hafik            | 1.765          | 9.359                | 3.175                      | 1                      | 6                     | 74                   | 5,3                              | 33,92                | 936         |                         |
| 1407             | İmranlı          | 1.292          | 7.412                | 2.896                      | 1                      | 9                     | 100                  | 5,7                              | 39,07                | 922         | 1948                    |
| 1431             | Kangal           | 3.342          | 20.760               | 9.279                      | 1                      | 8                     | 112                  | 6,2                              | 44,70                | 950         |                         |
| 1484             | Koyulhisar       | 891            | 12.637               | 4.250                      | 1                      | 7                     | 44                   | 14,2                             | 33,63                | 1022        |                         |
| 1628             | Merkez Sivas     | 3.488          | 382.520              | 355.570                    | 2                      | 69                    | 153                  | 109,7                            | 93,50                | 1011        |                         |
| 1650             | Şarkışla         | 939            | 25.392               | 23.834                     | 1                      | 13                    | 71                   | 27,0                             | 60,72                | 1017        |                         |
| 1646             | Suşehri          | 2.073          | 38.314               | 15.418                     | 3                      | 18                    | 95                   | 18,5                             | 70,80                | 1023        |                         |
| 1991             | Ulaş             | 1.092          | 8.443                | 3.151                      | 1                      | 4                     | 38                   | 7,7                              | 37,32                | 942         | 1990                    |
| 1731             | Yıldızeli        | 2.529          | 31.748               | 6.830                      | 2                      | 14                    | 118                  | 12,6                             | 26,52                | 973         |                         |
| 1738             | Zara             | 2.616          | 21.753               | 11.558                     | 1                      | 9                     | 135                  | 8,3                              | 53,13                | 972         |                         |
| PROVINZ 58 Sivas | PROVINZ 58 Sivas | 28.164         | 635.889              |                            | 24                     | 253                   | 1233                 | 22,6                             | 77,27                | 998         |                         |

## Bevölkerung
Während in der gesamten Provinz Sivas 635.889 Menschen (Stand 2020) leben, beherbergt die Stadt Sivas 355.570 Einwohner. Die Fläche beträgt 28.164 km² (vgl. Belgien 30.518 km²) und damit ist sie nach Konya die zweitgrößte Provinz der Türkei. In Sivas leben größtenteils Türken und weiterhin, im Osten der Provinz, auch in geringer Zahl Zazas und Kurden. Außerdem war Sivas für die Aleviten ein wichtiges Zentrum. Hier fand 1993 der Brandanschlag von Sivas ab.
Bis zum Ersten Weltkrieg hatte Sivas einen großen Anteil an Armeniern und Pontosgriechen und zählte daher zu den Sechs armenischen Vilâyets (Vilâyat-ı Sitte).

### Ergebnisse der Bevölkerungsfortschreibung
Nachfolgende Tabelle zeigt die jährliche Bevölkerungsentwicklung nach der Fortschreibung durch das 2007 eingeführte adressierbare Einwohnerregister (ADNKS). Zusätzlich sind die Bevölkerungswachstumsrate und das Geschlechterverhältnis (Sex Ratio d. h. Anzahl der Frauen pro 1000 Männer) aufgeführt. Der Zensus von 2011 ermittelte 627.195 Einwohner, das sind fast 130.000 Einwohner weniger als zum Zensus 2000.

| Jahr | Bevölkerung am Jahresende | Bevölkerung am Jahresende | Bevölkerung am Jahresende | Wachstums- rate der Be- völkerung (in %) | Geschlechter verhältnis (Frauen auf 1000 Männer) | Rang (unter den 81 Provinzen) |
| Jahr | gesamt                    | männlich                  | weiblich                  | Wachstums- rate der Be- völkerung (in %) | Geschlechter verhältnis (Frauen auf 1000 Männer) | Rang (unter den 81 Provinzen) |
| ---- | ------------------------- | ------------------------- | ------------------------- | ---------------------------------------- | ------------------------------------------------ | ----------------------------- |
| 2020 | 635.889                   | 318.771                   | 317.118                   | −0,48                                    | 995                                              | 32                            |
| 2019 | 638.956                   | 319.624                   | 319.332                   | −1,18                                    | 999                                              | 32                            |
| 2018 | 646.608                   | 323.575                   | 323.033                   | 4,07                                     | 998                                              | 32                            |
| 2017 | 621.301                   | 311.120                   | 310.181                   | 0,01                                     | 997                                              | 32                            |
| 2016 | 621.224                   | 309.364                   | 311.860                   | 0,42                                     | 1008                                             | 32                            |
| 2015 | 618.617                   | 307.439                   | 311.178                   | −0,72                                    | 1012                                             | 32                            |
| 2014 | 623.116                   | 309.864                   | 313.252                   | −0,11                                    | 1011                                             | 32                            |
| 2013 | 623.824                   | 311.798                   | 312.026                   | 0,05                                     | 1001                                             | 32                            |
| 2012 | 623.535                   | 311.893                   | 311.642                   | −0,56                                    | 999                                              | 32                            |
| 2011 | 627.056                   | 314.206                   | 312.850                   | −2,36                                    | 996                                              | 32                            |
| 2010 | 642.224                   | 328.304                   | 313.920                   | 1,40                                     | 956                                              | 32                            |
| 2009 | 633.347                   | 318.905                   | 314.442                   | 0,35                                     | 986                                              | 32                            |
| 2008 | 631.112                   | 316.848                   | 314.264                   | −1,15                                    | 992                                              | 32                            |
| 2007 | 638.464                   | 320.557                   | 317.907                   | −                                        | 992                                              | 32                            |
| 2000 | 755.091                   | 383.254                   | 371.837                   |                                          | 970                                              | 29                            |

### Volkszählungsergebnisse
Nachfolgende Tabellen geben die bei den 14 Volkszählungen dokumentierten Einwohnerstand der Provinz Sivas wieder.
Die Werte der linken Tabelle sind E-Books (der Originaldokumente) entnommen, die Werte der rechten Tabelle entstammen der Datenabfrage des Türkischen Statistikinstituts TÜIK – abrufbar über diese Webseite:
| Jahr | Bevölkerung | Bevölkerung | Rang |
| Jahr | Provinz     | Türkei      | Rang |
| ---- | ----------- | ----------- | ---- |
| 1927 | 329.551     | 13.648.270  | 9    |
| 1935 | 432.996     | 16.158.018  | 7    |
| 1940 | 468.243     | 17.820.950  | 6    |
| 1945 | 490.493     | 18.790.174  | 7    |
| 1950 | 542.004     | 20.947.188  | 7    |
| 1955 | 595.420     | 24.064.763  | 8    |
| 1960 | 669.922     | 27.754.820  | 8    |

| Jahr | Bevölkerung | Bevölkerung | Rang |
| Jahr | Provinz     | Türkei      | Rang |
| ---- | ----------- | ----------- | ---- |
| 1965 | 705.186     | 31.391.421  | 10   |
| 1970 | 731.921     | 35.605.176  | 11   |
| 1975 | 741.713     | 40.347.719  | 13   |
| 1980 | 750.144     | 44.736.957  | 17   |
| 1985 | 772.209     | 50.664.458  | 21   |
| 1990 | 767.481     | 56.473.035  | 24   |
| 2000 | 755.091     | 67.803.927  | 29   |

Anzahl der Provinzen bezogen auf die Censusjahre:
- 1927, 1940 bis 1950: 63 Provinzen
- 1935: 57 Provinzen
- 1955: 67 Provinzen
- 1960 bis 1985: 73 Provinzen
- 1990: 73 Provinzen
- 2000: 81 Provinzen

## Geschichte
Sivas Besiedlung reicht bis 7000 bis 5000 v. Chr. zurück. Die Hethiter, deren Siedlungsreste bei Topraktepe nahe Sivas zu finden sind, herrschten hier von 1600 bis 884 v. Chr., danach für etwa 100 Jahre die Phryger (800–695 v. Chr.). Die Phryger wurden durch die Lyder abgelöst. Die Lyder verloren das Gebiet im Jahre 546 v. Chr. an die Perser. Das persische Achämenidenreich wurde von Alexander dem Großen unterworfen, so dass die Region bis etwa 17 n. Chr. von den Diadochen beherrscht wurde. Bis 395 war sie Teil des Römischen Imperiums. Unter Kaiser Diokletian wurde die Stadt Sebasteia zur Hauptstadt der Provinz Armenia minor. Im Byzantinischen Reich, dem diese Provinz bis 1075 angehörte, entwickelte sich von dort ausgehend während des 8. Jahrhunderts das Paulikianertum.
Nach mehrjährigen Verhandlungen entschädigte Kaiser Basileios II. 1021 Seneqerim Johannes, König von Vaspurakan in Südarmenien, mit dem Territorium von Sebaste in Kappadokien. Seneqerim Johannes zog mit seinem Hof, dem hohen Klerus und 14.000 Familien nach Sivas und verwaltete es als byzantinischer Vasall.
Im 11. Jahrhundert tauchten die ersten türkischen Stämme in Anatolien auf. Von 1142 bis 1171 herrschte die Danischmenden-Dynastie über Sivas. 1174 eroberten die Seldschuken unter Kılıç Arslan II. die Stadt und ließen unter anderem 1197 die Ulu Cami (dt. Große Moschee) errichten. Sivas diente neben Konya zeitweise als Hauptstadt der Seldschuken. 1232 wurde Sivas, wie weite Teile Eurasiens, von den Mongolen überfallen. Den Mongolen folgte das Beylik von Eretna, dem seinerseits von Kadi Burhan al-Din ein Ende gesetzt wurde. 1398 eroberten die Osmanen unter Sultan Bayezid I. die Stadt, nur um sie 1400 an Timur zu verlieren, der die Stadt zerstörte. 1403 gelang es den Osmanen sie zurückerobern. Sivas war bis zum späten 19. Jahrhundert Teil des osmanischen Eyâlets Rum. Im Jahre 1864 wurde es eine eigenständige Provinz, das Vilâyet Sivas.
Die Osmanen regierten die Provinz bis zum Ersten Weltkrieg. 1913 kam es zum Boykott christlicher Unternehmer und Händler in der Hauptstadt Sivas. Im April/Mai 1914 wurde der Markt von Sivas Opfer eines Brandes. Am 5. Juli 1915 begann die Deportation der armenischen Bevölkerung von Sivas. Bei diesem Völkermord hatte die Provinz Sivas die größte Zahl an getöteten Nichtmuslimen. Die überlebenden, nach Armenien geflohenen Armenier gründeten in Jerewan das Stadtviertel Malatia-Sebastia.
Nach der Niederlage des Osmanischen Reiches im Ersten Weltkrieg formierte sich unter Mustafa Kemal eine Widerstandsbewegung. Sivas spielte während des nationalen Befreiungskampfes der Türkei nach dem Ersten Weltkrieg eine wichtige Rolle. Mustafa Kemals Gruppe hielt vom 4. bis 11. September 1919 in Sivas den Kongress Heyet-i Temiliye ab. Der französische Besatzungsmachthaber Major Brunot drohte im Falle einer Versammlung mit der Invasion der Stadt. Beschlossen wurden eine Vereinheitlichung des Befreiungskampfes, die Gründung einer Exil-Regierung außerhalb von Istanbul und ein Aufruf zur Gründung einer parlamentarischen Volksvertretung. Seit 1923 ist Sivas Teil der türkischen Republik. 1993 ereignete sich der Anschlag auf das Madimak-Hotel in der Hauptstadt Sivas mit 37 Toten.

## Besonderheiten
- Der Ort Kangal, 68 km von Sivas entfernt, ist bekannt für sein Thermalbad Balıklı Kaplıca.
In diesem Thermalbad wird in erster Linie die Behandlung der Schuppenflechte (Psoriasis) mit Hilfe kleiner schwarzer Fische durchgeführt. Diese Fische gehören zu der Art der Rötlichen Saugbarbe, auch Kangal-Fische genannt. In der Türkei werden sie auch Doktorfische (türkisch: Doktor Balıklar) genannt, die aber mit den unter wissenschaftlichen Namen bekannten Doktorfischen nichts zu tun haben.
- Der Ort Kangal ist Namensgebend für den Kangal (türkisch: Kangal Köpeği), eine türkische Hunderasse, die gelegentlich auch Sivas-Kangal (Sivas Kangalı) genannt wird, und ihre Wurzeln in dieser Region hat. Hunde dieses Typs werden – ebenfalls unter Berufung auf einen türkischen Ursprung – auch unter den Rassebezeichnungen Anatolischer Hirtenhund und Karabasch gezüchtet.

## Kulturveranstaltungen
- Asik-Veysel-Kultur- und Kunstfestival in Şarkışla am ersten Wochenende im Juli jedes Jahres.
- Gedenkveranstaltung für die Sivas-Opfer jeden 2. Juli vor dem Madımak Hotel.
- Cogi Baba Alevi Kultur Festival in Cogi Baba, jedes Jahr im Juli
- Samut Baba Alevitisches Kultur Festival in Kangal, jedes Jahr im Juli

## Persönlichkeiten
- Muhlis Akarsu (1948–1993), alevitscher Sänger
- Alişer (1882–1937), kurdischer Nationalist und Anführer des Koçgiri-Aufstandes
- Nazaret Daghavarian (1862–1915), armenischer Arzt und Wissenschaftler
- Kazım Erdoğan (* 1953), Psychologe und Integrationsexperte in Berlin
- Hasret Gültekin (1971–1993), alevitisch-kurdischer Sänger
- Tayfun Keltek (* 1947), Politiker
- Murad von Sebasteia (Sivaslı Murat) (1874–1918), Fedai im Völkermord an den Armeniern
- Erol Pürlü (* 1969), deutscher islamischer Religionsfunktionär
- Maryam Şahinyan (1911–1996), armenisch-türkische Fotografin
- Husik Santurjan (armenisch Հուսիկ Սանթուրյան) (1920–2011), Erzbischof der Armenischen Apostolischen Kirche
- Mechitar von Sebasteia (1676–1749), armenisch-katholischer Ordensgründer
- Pir Sultan Abdal (um 1480–1550), alevitischer Dichter, Freiheitskämpfer und Volksheld
- İbrahim Toraman (* 1981), Fußballspieler
- Taniel Varoujan (1884–1915), armenischer Schriftsteller und Völkermordopfer
- Aşık Veysel (1894–1973), alevitischer Volkssänger und Dichter
- Muhsin Yazıcıoğlu (1954–2009), Politiker
- Deste Günaydın (* 1957), Sängerin
- Nevzat Akpınar (* 1968), Musiker